# Segway PT
 (juin 2021).
Le Segway PT, ou Segway TP, pour Transporteur Personnel Segway (anciennement appelé Segway HT) est un gyropode, c'est-à-dire un véhicule électrique monoplace, constitué d’une plateforme munie de deux roues parallèles sur laquelle l’utilisateur se tient debout, d’un système de stabilisation gyroscopique et d’un manche de maintien et de conduite. Il a été inventé par Dean Kamen et mis sur le marché en 2001.

## Historique
Fin 2009, la compagnie fut rachetée par le millionnaire Jimi Heselden (en), président de Hesco Bastion (en), décédé le 26 septembre 2010 aux commandes d'un Segway à la suite d'une chute dans la Wharfe dans le comté du Yorkshire de l'Ouest en Angleterre au cours d'une promenade près de son domicile.
Mi-avril 2015, Segway, qui avait porté plainte en novembre 2014 contre (entre autres) la société chinoise Ninebot pour plagiat et violations de brevets, est rachetée par cette dernière.

## Modèles de transporteurs personnels
Il y a deux générations de gyropode Segway TP :
- La première génération, introduite en décembre 2001 et dont la commercialisation s'est terminée en 2006.
- La seconde génération, introduite en août 2006. Ce sont les modèles actuellement disponibles.

Il y a deux principales différences entre la première et la seconde génération :
- Commande de direction
La première génération avait une poignée qui tournait sur elle-même pour faire tourner le gyropode Segway TP. Pour tourner à droite, il fallait tourner la poignée vers la droite, et vice-versa).
La seconde génération a vu apparaître une technologie appelée LeanSteer qui permet de faire tourner le gyropode Segway TP lorsque l'utilisateur penche son corps sur le côté. Pour cela, il suffit qu'il se penche en tenant le guidon, et l'ensemble colonne/guidon se penche avec lui, ce qui permet de donner une commande de direction. Cette technologie permet de supprimer les effets de déséquilibres latéraux (le roulis) que provoquent les irrégularités du sol.
- Dispositif de commande
La première génération avait un jeu de trois clés de type ibutton pour démarrer le gyropode Segway TP. Avec la seconde génération est apparu le dispositif de commande InfoKey, sorte de télécommande sans fil qui permet :
  - de démarrer et d'éteindre le gyropode Segway TP
  - d'avoir des informations sur le trajet parcouru (heure, date, vitesse instantanée, vitesse moyenne, nombre de kilomètres parcourus, nombre de kilomètres total)
  - de changer la vitesse maximale autorisée
  - d'activer le système d'alarme du gyropode Segway TP.

### Modèles de première génération (modèles 2001 - 2006)
Les modèles de première génération (avec le guidon fixe et la poignée de direction) sont, dans l'ordre chronologique :
- le gyropode Segway TP i167
- le gyropode Segway TP e167
- le gyropode Segway TP p133
- le gyropode Segway TP i170
- le gyropode Segway TP i180 (Trois coloris)
- le gyropode Segway XT (Tout Terrain)
- le gyropode Segway GT (Golf)

### Modèles de seconde génération (modèles 2006 - 2007)
Les modèles de seconde génération (avec le cadre LeanSteer et le dispositif de commande InfoKey) sont :
- le gyropode Segway TP i2
- le gyropode Segway TP x2.

Ces deux modèles de base sont disponibles avec des packs d'accessoires, et en particulier des modèles dédiés à la police et un modèle spécial golf, le « x2 Golf ».
Tous les gyropodes Segway TP de première génération ont la même base (sauf le modèle p133 qui a une base légèrement plus petite). Les modèles i2 et x2 ont une base identique, mais le logiciel des ordinateurs est différent car les roues sont indépendantes l'une de l'autre, donc les contraintes physiques et la réponse à appliquer sont différentes.

### Vitesse
Il est possible de limiter la vitesse d'utilisation de 6  à   20 km/h. Sur la première génération, cette limitation s'opérait au moyen de trois clés électroniques bridant la vitesse à 9,6 km/h (noire), 13 km/h (jaune) et 20 km/h (rouge). Sur la seconde génération, cette limitation se fait directement avec l’InfoKey en sélectionnant le mode tortue (9,6 km/h par défaut) ou normal (20 km/h par défaut). La vitesse intermédiaire a disparu sur les Segway TP de seconde génération mais les deux modes proposés sont réglables via les dernières Infokeys livrées (les premières séries ne disposent pas de cette fonctionnalité). À ce jour aucun modèle de Segway n'est commercialisé en France avec une vitesse limitée en usine à 6 km/h, sans possibilité de débridage par l'utilisateur, condition sine qua non à une utilisation en lieux ouverts au public (voir la rubrique Réglementation en France ci-dessous).

### Autonomie
Sur les modèles de première génération, il y avait deux types de batteries :
- NiMH : environ 12 km d'autonomie sur un p133 ou 17 km d'autonomie sur une série i.
- lithium-ion Saphion : jusqu'à 38 km sur une série i (qui dispose de la mise à jour) et 17 km sur un XT.

Sur les modèles de seconde génération, toutes les batteries sont lithium-ion Saphion :
- jusqu'à 38 km sur un i2 (avec un minimum de 24 km et une moyenne de 30 km) ;
- jusqu'à 19 km sur un x2.

Le temps de recharge maximale est d'environ 4 heures pour les batteries NiMH et d'environ 8 heures pour les batteries lithium-ion.

### Puissance du moteur
Le moteur a une puissance de deux fois 1 880 W (soit environ 4 chevaux). Cette puissance peut permettre de vaincre des déclivités, tant sur sol stable en ville que dans les chemins pour le modèle x2.[réf. nécessaire] Ces moteurs sont redondants : un double bobinage leur permet de développer à tout moment le couple nécessaire, même si une moitié du moteur venait à défaillir.

### Sécurité
La stabilité du véhicule dépendant de l'état de l'électronique, ses composants sont redondants (électronique doublée). L'engin comprend :
- cinq gyroscopes,
- deux capteurs d'horizontalité,
- deux ordinateurs identiques,
- deux bobinages par moteur,
- deux batteries,
- une connectique doublée.

### Masse
Le modèle i2 a une masse de 47,7 kg. Ce sont les batteries et la technologie LeanSteer qui sont les plus lourdes. Le modèle x2 a une masse de près de 54 kg.

## Réglementation en France
En France, aucune réglementation spécifique ne concerne des gyropodes ni gyroroues. Techniquement ils sont assimilables à un cyclomoteur voire à une motocyclette, en l'absence d'un pédalier, si ce n'est que ceux-ci comptent obligatoirement deux roues (en cas d'homologation un gyropode, si la voie ne dépasse pas les 46 cm, celui-ci sera logiquement considéré comme une mono-roue).
Selon un avis donné le 8 janvier 2003 dans une lettre adressée à Nicola Dallatana par le délégué interministériel à la sécurité routière de l'époque, Isabelle Massin,, « le Segway n'est pas considéré comme un véhicule. En conséquence, il est soumis aux règles du code de la route relatives aux piétons (articles R.412-34 à R. 412-43 ) » et donc « son utilisation ne pourrait (…) se faire en agglomération que sur les trottoirs et les aires piétonnes sous réserve que cet engin circule … à une vitesse maximale de 6 km/h. ». Isabelle Massin conclut son avis ainsi : « Compte tenu du caractère très novateur de cet appareil, je ne peux que vous inciter à en expérimenter l'utilisation dans un nombre de lieux limités, afin d'en évaluer les conséquences éventuelles en termes d'accidentologie. ».
Plus récemment est apparue la notion d'Engin de déplacement personnel.